# Liste der Universitäten in Kentucky
Liste von Universitäten und Colleges im US-Bundesstaat Kentucky:

## Staatliche Hochschulen
- Eastern Kentucky University
- Kentucky State University
- University of Kentucky
- Morehead State University
- Murray State University
- Northern Kentucky University
- University of Louisville
- Western Kentucky University

## Private Hochschulen
- Alice Lloyd College
- Asbury University
- Bellarmine University
- Berea College
- Brescia University
- Campbellsville University
- Centre College
- Clear Creek Baptist Bible College
- University of the Cumberlands
- Georgetown College
- Kentucky Christian University
- Kentucky Mountain Bible College
- Kentucky Wesleyan College
- Lindsey Wilson College
- Midway University
- University of Pikeville
- Spalding University
- Sullivan University
- Thomas More University
- Transylvania University
- Union College